# فرديناند ديفيد
فرديناند ديفيد هو سياسي كندي، ولد في 30 مايو 1824، وتوفي في 16 يوليو 1883 في مونتريال في كندا. حزبياً، نشط في حزب كيبيك الليبرالي. وقد انتخب عضو الجمعية الوطنية في كيبك ‏.